# Borneospiegelpauw
De borneospiegelpauw of borneopauwfazant of Borneose spiegelpauw (Polyplectron schleiermacheri) is een vogel uit de familie fazantachtigen (Phasianidae). De wetenschappelijke naam van de soort is voor het eerst geldig gepubliceerd in 1877 door Brüggemann. De vogel is vernoemd naar Heinrich August Schleiermacher, de toenmalige directeur van het Hessisches Landesmuseum Darmstadt. Het is een endemische soort op het soenda-eiland Borneo.

## Herkenning
Het mannetje is gemiddeld 50 cm, het vrouwtje 35,5 cm. Het is een spiegelpauw met een witte keel. Het mannetje heeft een grote witte vlek op de borst en is verder metaalkleurig groenblauw op de borst en buik. an boven is de haan roodbruin, ruim voorzien van groen gekleurde, kleine "ogen" (ocelli) in de veren. Het vrouwtje is kleiner, doffer gekleurd.

## Voorkomen
De soort komt sporadisch voor in onaangetast primair regenwoud met veel soorten  plankwortelbomen in enkele bosreservaten in Sabah (slechts één waarneming in recente tijd), Sarawak en de binnenlanden van Kalimantan.

## Status
Het leefgebied van deze spiegelpauw verdwijnt in hoog tempo omdat regenwoud wordt omgezet in plantages of uitgekapt. Kalimantan verloor tussen 1985 en 1997 een kwart van het oerwoud. Er wordt verder ook gekapt in formeel beschermde bosgebieden op de schaarse locaties waar de speigelpauw nog voorkomt en is daar jacht op deze vogel met behulp van strikken. Volgens een schatting uit 2001 zijn er nog maar 600 tot 1700 individuen. Daarom staat de borneospiegelpauw op de Rode Lijst van de IUCN als bedreigde vogelsoort.